# Brilliant (Album)
Brilliant ist das elfte Studioalbum der britischen Band Ultravox. Es enthält erstmals seit mehr als 25 Jahren neu produziertes Material nach dem Comeback der in den 1980er-Jahren kommerziell erfolgreichen Besetzung Midge Ure, Billy Currie, Chris Cross und Warren Cann. Das letzte gemeinsam aufgenommene Album Lament wurde 1984 veröffentlicht, zwei Jahre danach erschien U-Vox mit Mark Brzezicki anstelle von Cann am Schlagzeug. Unter demselben Bandnamen kam 1994 mit Ingenuity das bislang letzte Studioalbum heraus, an dem Currie und vier andere Musiker beteiligt waren.

## Entstehungsgeschichte
Anlässlich der zweiten Konzertreihe Return to Eden wurde Ultravox im Frühjahr 2010 von Universal Music Deutschland kontaktiert. Die Verhandlungen über die Produktion eines neuen Studioalbums waren anfangs von der Suche nach geeigneten Rahmenbedingungen geprägt. Schließlich begaben sich Midge Ure, Billy Currie und Chris Cross in Ures privates Feriendomizil in den Laurentinischen Bergen nordwestlich von Montreal. Mit Hilfe von Notebooks und Keyboards wurden mehrere kleine Tonstudios eingerichtet, in denen die drei Musiker die gemeinsam entwickelten Ideen eigenständig verfeinern konnten. Warren Canns Beteiligung am Songwriting blieb wegen beruflicher Verpflichtungen in dessen Wohnort Los Angeles begrenzt. Die Aufnahmen in Kanada begannen im September 2010 und dauerten zunächst bis zur offiziellen Ankündigung des Albums im Januar 2011. Der zur selben Zeit verkündete Vertragsabschluss mit Universal Music zerschlug sich später aufgrund musikalisch-künstlerischer Meinungsverschiedenheiten.
Die Band entschloss sich dennoch, das Album fertigzustellen und erhielt Unterstützung vom Plattenlabel EMI Records. Ure, Currie und Cross wechselten in ihre eigenen britischen Studios, während die Schlagzeugpassagen von Cann in Los Angeles nachträglich eingespielt wurden. Für die Produktion zeichneten die Grammy-Awards-Preisträger Stephen Lipson in den Londoner Sarm Studios und Tom Weir bei Studio City Sound in Los Angeles verantwortlich. Lipson hatte bereits mit zahlreichen Bands und Künstlern aus den 1980er-Jahren wie Frankie Goes to Hollywood, Propaganda, Grace Jones und Annie Lennox zusammengearbeitet. Die Studioaufnahmen in England und den Vereinigten Staaten waren Ende 2011 abgeschlossen. Mehr als ein Jahr nach der Erstankündigung wurde der offizielle Veröffentlichungstermin am 29. März 2012 bekannt gegeben.

Brilliant is a bitter sweet comment on pop culture. It’s about the other side of fame and success, a song about the bright young things that ignore the consequences of fame with the ensuing burn out rate. In a way it should read Brilliant with a question mark.

„Brilliant ist ein bittersüßer Kommentar zur Popkultur. Es geht [im Titelsong] um die Kehrseite von Ruhm und Erfolg, ein Song über die jungen hoffnungsvollen Hüpfer, die die Folgen des Ruhmes ignorieren, und über die sich daraus ergebende Rate des Verglühens. In gewisser Weise muss man Brilliant mit einem Fragezeichen versehen.“

## Covergestaltung
Das vom Plattenlabel in Eigenregie entworfene Albumcover wurde am 24. April 2012 präsentiert. Das Design ist in dunklen Grautönen gehalten und zeigt eine Schriftrolle in Form eines Fragezeichens aus dickem marmorierten Material. Auf der Innenseite der Rolle befindet sich ein schwarzer Schriftzug mit dem Bandnamen „ULTRAVOX“, wobei die Waagerechte des Buchstabens „A“ durch einen dünneren leicht quer verlaufenden Strich ersetzt wurde. Die Ausstanzung des Wortes „BRILLIANT“ auf der gegenüberliegenden Seite der Rolle lässt den Albumtitel durch Lichteinfall ein weiteres Mal unterhalb des Bandnamens erscheinen. Während das „A“ auf die gleiche Art verfälscht wurde, steht das zweite „I“ auf dem Kopf und erinnert an ein Ausrufezeichen.

## Instrumentierung
Ultravox verwendete neben „klassischen“ Rock-Instrumenten wie Schlagzeug, E-Gitarre und E-Bass überwiegend digitale Klänge auf Grundlage der Virtual Studio Technology (VST). Zum Einsatz kamen Apple MacBooks Pro als Hardware und diverse virtuelle Instrumente – beispielsweise Nexus der Firma reFX – sowie der Software-Sequencer Logic Pro. In vier Songs ist außerdem Billy Curries analoger Synthesizer ARP Odyssey zu hören (Flow, Change, Rise und Hello), der auf früheren Alben wie Systems of Romance und Vienna zu einem klanglichen Markenzeichen der Band wurde. Currie spielt in einigen Stücken auch die elektrische Violine.
Für nachträgliche Veränderungen polyfoner Aufnahmen zur Unterstützung der kompositorischen Arbeit wurde die Software Melodyne eingesetzt. Midge Ure bestätigte in einem Interview zusätzliche Korrekturen bei der Intonation. Ob das Produkt auch beim Mastering des Albums eine Rolle spielte, bleibt unklar.
Während der Live-Auftritte dienten wie bei den vorangegangenen Return to Eden-Tourneen die Plug-ins GForce ImpOSCar2, Minimonsta, Oddity und Virtual String Machine (VSM) zur Emulation der Synthesizer aus den 1980er-Jahren, darunter Oberheim OB-X, Moog Minimoog, ARP Odyssey, ELKA Rhapsody 610 und Yamaha SS-30. Darüber hinaus umfasste die Ausrüstung ein Yamaha CP-300 Stage Piano sowie MIDI-Remote-Controller der Typen Novation ReMOTE 49 SL, CME UF7 und Roland A-800 Pro. Schlagzeuger Warren Cann benutzte einen Yamaha DTXtreme für die Percussion.

## Titelliste
1. Live – 4:11
2. Flow – 4:24
3. Brilliant – 4:22
4. Change – 4:30
5. Rise – 4:04
6. Remembering – 3:43
7. Hello – 5:40
8. One – 4:43
9. Fall – 4:07
10. Lie – 4:35
11. Satellite – 3:58
12. Contact – 4:31

## Veröffentlichungen und Chartplatzierungen
Das Album wurde am 25. Mai 2012 in Deutschland veröffentlicht. Der Titeltrack Brilliant wurde zwecks Verkaufsförderung als Radio-Single ausgekoppelt und am 17. April 2012 erstmals bei Ken Bruce auf BBC Radio 2 gespielt. Im Vorfeld der Veröffentlichung wurden Auszüge der Songs sowohl auf der offiziellen Microsite als auch bei Online-Musikdiensten sowie in Internetforen präsentiert.
Mit 6100 verkauften Tonträgern stieg das Album in Großbritannien auf Platz 21 in die Albumcharts ein. Damit erreichte die Band die beste Platzierung seit dem 1986 erschienenen U-Vox. In Deutschland belegte das Album in der ersten Woche Position 27 und hielt sich auch in der Folgewoche in der Wertung. Weitere Chartplatzierungen erreichte das Album in Österreich mit Rang 59, in der Schweiz mit Rang 67 sowie in Belgien (182./185.), Italien (84.), Polen (28.), Schottland (13.), Schweden (36.) und Tschechien (42.).
Am 24. September 2012 erschien eine EP mit der Single Live und drei zusätzlichen Titeln bei mehreren Online-Musikdiensten:
1. Live (Single Edit)
2. 7/8 (Studio Instrumental)
3. We Stand Alone (Live Return to Eden Part II 2010)
4. Astradyne (Live Return to Eden Part II 2010)

Mitte Oktober 2012 kam zudem eine Vinyl-Ausgabe von Brilliant heraus.

## Tournee

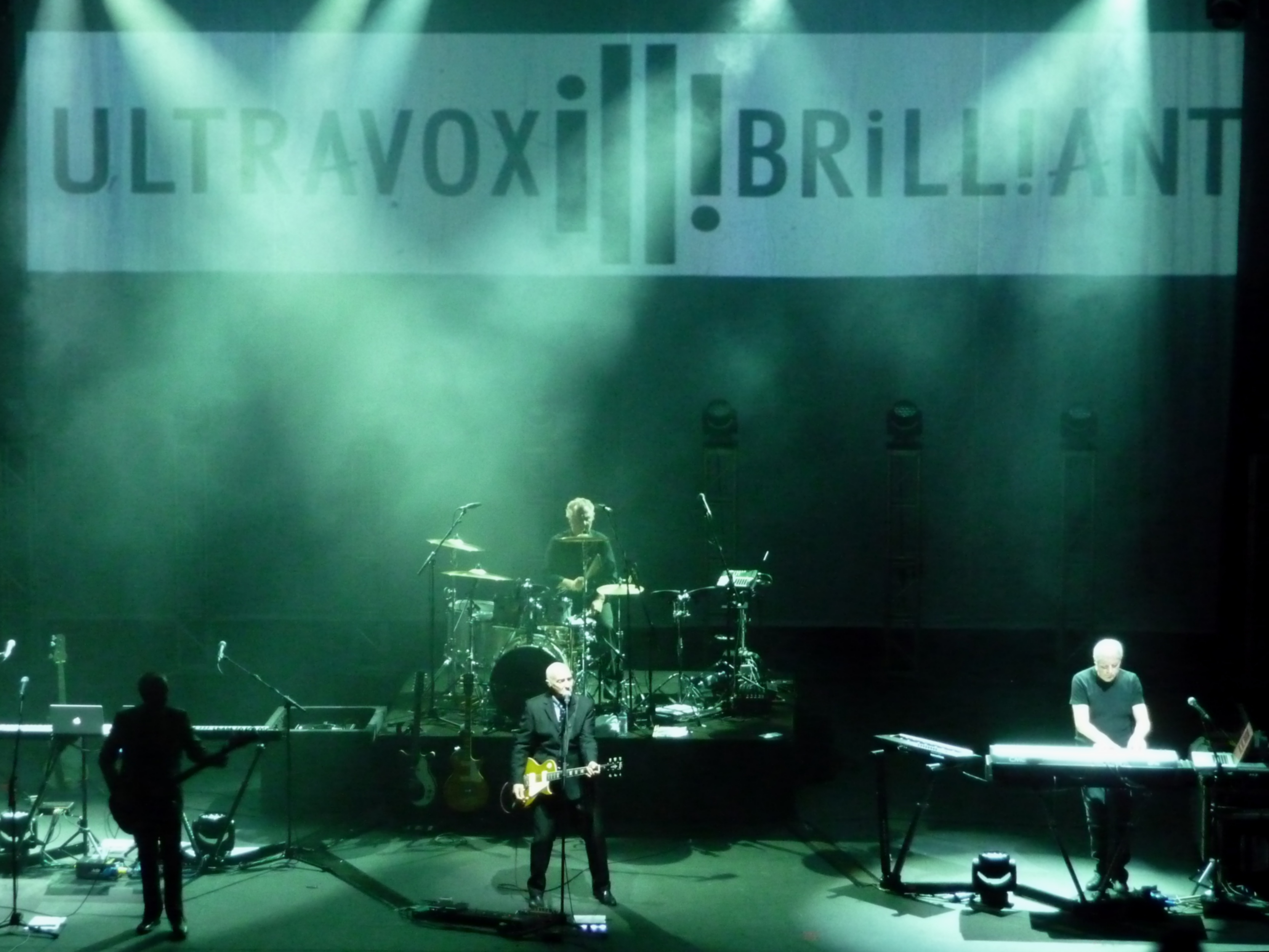
Ultravox im Londoner Hammersmith Apollo, 27. September 2012

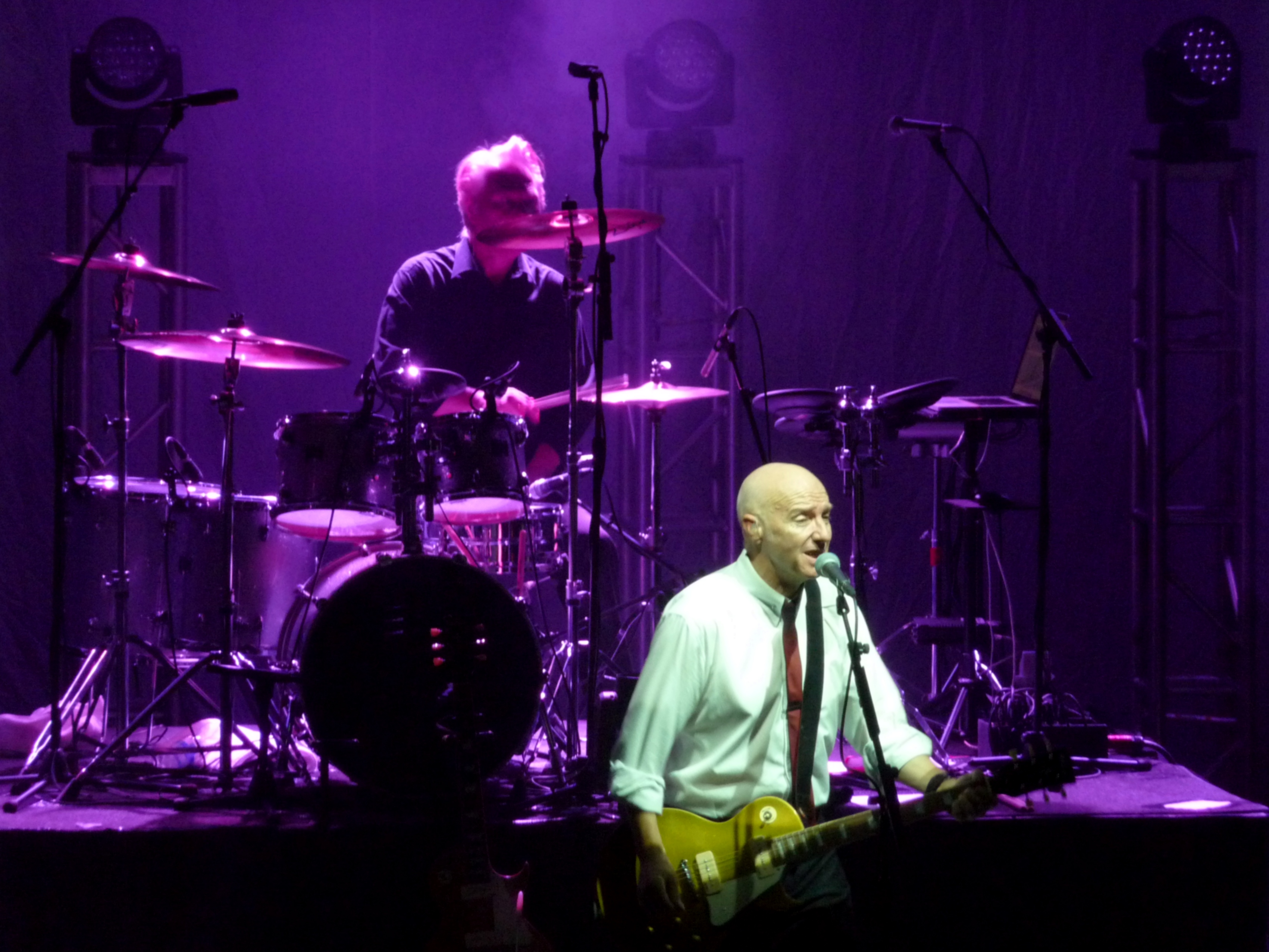
Ultravox in der Berliner C-Halle (ehemals Columbiahalle), 25. Oktober 2012

Im Herbst 2012 fand eine Tournee mit 14 Konzerten in Großbritannien statt. Die Konzerte umfassten zunächst jeweils zwei Sets ohne Vorgruppe mit Material aus Brilliant sowie früheren Alben. Die Veranstaltungsreihe startete am 21. September 2012 in der Bristol Colston Hall und endete am 8. Oktober 2012 in Gateshead. Der Mitschnitt im Londoner Hammersmith Apollo vom 27. September 2012 mit 24 der gespielten 27 Titel ist als Doppel-CD oder MP3-Download bei Live Here Now erhältlich. Weitere Konzerttermine in Deutschland, Österreich, der Schweiz und anderen europäischen Ländern folgten im Zeitraum 10. Oktober bis 8. November 2012. Die beiden Setlists wurden für einige Auftritte zusammengefasst, gekürzt und anders sortiert.
Eine Making-of-DVD Brilliant Beginnings zur Dokumentation der Entstehung des Albums wurde dem Tourbook beigefügt.

## Rezeption
Laut Online-Magazin laut.de macht die Band einen „überraschend frischen und unverbrauchten Eindruck“. Im Gegensatz zu anderen Künstlern, denen eine authentische Kombination aus Altem und Neuem nur mit Abstrichen gelungen sei, funktioniere der „Mix aus alter Ultravox-DNA und zeitgemäßen Sound-Elementen“. Obwohl keiner der insgesamt zwölf Songs für „erhabene Momente“ sorge – wie die bekannten Singles aus den früheren Alben, die der Band zur Unsterblichkeit verhalfen – gelinge es Ultravox, den Geist ihres Genres „glaubwürdig in die Neuzeit zu transportieren“.
Stephan Schelle schreibt für das Musikzirkus-Magazin, dass die Band in „eindrucksvoller Art und Weise in der Lage ist, intelligent gemachten New-Wave/Elektropop zu produzieren, der auch noch zeitlos klingt“. Das Album steche durch „sehr schön ausgearbeitete Songs“ und „eingängige Melodien“ hervor und wird abschließend als „grandioses Werk“ bezeichnet.
Auch Stefan Reinke von der Westdeutschen Allgemeinen Zeitung konstatiert, dass das Album den Zuhörer „vom ersten Ton an auf eine emotionale Reise in die Vergangenheit schickt und doch stets auf der Höhe der Zeit ist“. Das E-Piano, die sphärischen Synthesizer, die zurückhaltenden Drums, der saftige Bass, die spärlich, aber punktgenau eingesetzten Gitarren und natürlich Midge Ures Stimme klingen einfach so, wie sie müssen, um nach Ultravox zu klingen. Der Genuss von Ultravox finde zuallererst im Bauch statt, nicht im Kopf. Ein Album „für die Dauerschleife“.
Die Programmzeitschrift Hörzu würdigt das Comeback mit 4 von 5 Punkten und unterstreicht den Wiedererkennungswert des charakteristischen Ultravox-Sounds. Das „Alterswerk“ löse das aus dem „vollmundigen Titel“ abgeleitete „Versprechen überwiegend ein“.
Jus Forrest von The Electricity Club attestiert dem Album trotz der langen Schaffenspause der vier Musiker einen zeitgenössischen Sound, ohne die spezifischen Klangmuster aus den 1980er-Jahren als Markenzeichen der Band aufzugeben. Ultravox schaffe es erneut, die „an alte Schwarzweißfilme erinnernde magische Stimmung“ einzufangen. Die Band betrete zwar „vertrautes Gelände“, mache aber gleichzeitig einen „selbstbewussten Schritt vorwärts in Richtung modernistischer Optimierung“. Das Resultat sei nicht nur Brilliant, sondern auch ein glänzender Neubeginn.
Martin Townsend vom Daily Express vergibt 4 von 5 Punkten und bescheinigt der Band einen „überwältigend lebhaften Klang“. Der epische „Sturm und Drang“ (auch im englischen Original wird diese feststehende deutsche Redewendung zitiert) aus früheren Zeiten sei auf dem Album präsent. Auch wenn Puristen fehlende Raffinesse beklagen könnten, falle es schwer, sich nicht vom „herrlich altmodischen Melodram“ verzaubern zu lassen.
Hingegen stellt Martyn Young von musicOMH in seiner kritischen Bewertung mit 2,5 von 5 Punkten fest, dass das Album seinem Titel nicht gerecht werde und „extrem überholt“ sowie „uninspiriert“ klinge. Es sei geprägt von „langweiligen und verdrießlichen Piano-Balladen“ in „überladenen und schwülstigen Songs“ mit „kaum einprägsamen Melodien“ und „überholten Synthesizer-Sounds“, die erst in der zweiten Albumhälfte „klangtechnisch interessanteren Momenten“ weichen. Gerade weil das Album nur die alte Fangemeinde zufriedenstelle, gehe es über eine „nostalgische Betrachtung“ nicht hinaus.
Jon O’Brien von Allmusic sortiert das Album mit 2,5 von 5 Punkten im Mittelfeld ein und kritisiert insbesondere, dass die Band nach der langen Schaffenspause keine stilistische Weiterentwicklung im Vergleich zur Vienna-Ära offenbare. Die ersten Titel zeigen zwar bekannten Stadion-Rock und düsteren Synthie-Pop, mit fortlaufender Spielzeit verliere Brilliant aber „schnell an Schwung“ und biete „schwerfällige, progressive Balladen am Stück“. Angesichts „maßlos monotoner Kost“ falle es dem Zuhörer schwer, bis zum Ende durchzuhalten.